# Baldomero Espartero
Baldomero Espartero, właśc. Joaquín Baldomero Fernández Espartero Álvarez, książę de la Victoria (od 1839), ur. 27 października 1793 w Granátula de Calatrava, zm. 8 stycznia 1879 w Logroño) – hiszpański generał i polityk. Trzykrotny premier Hiszpanii (w latach 1837, 1840-1841 oraz 1854–1856).

## Życiorys
W latach 1815–1824 walczył w Ameryce przeciwko ruchom niepodległościowym, 1833–1840 w I wojnie z karlistami po stronie regentki Marii Krystyny i liberałów, odnosząc wiele sukcesów wojskowych. W 1837 bronił Madrytu przed armią don Carlosa, 1839 zawarł układ w Vergarze, który był faktyczną kapitulacją karlistów, a 1840 usunął z Hiszpanii siły Cabrery. Dzięki tym sukcesom zyskał dużą popularność i zaczął odgrywać coraz większą rolę polityczną, 1841–1843 był regentem w imieniu Izabeli II. Realizując program postępowych liberałów (progresistas) wznowił sprzedaż kościelnych majątków i ograniczył przywileje i odrębności prawne prowincji. Rządził autorytarnie, brutalnie tłumiąc przejawy protestów, w związku z czym w 1843 udał się na emigrację do Wielkiej Brytanii, skąd powrócił w 1849. W latach 1854–1856 był premierem rządu liberałów.